# Armageddon (film)
Az Armageddon (eredeti cím: Armageddon) 1998-ban bemutatott katasztrófa-akciófilm, melyet Bruce Willis, Ben Affleck, Billy Bob Thornton és Liv Tyler főszereplésével Michael Bay rendezett.

## Cselekmény
|  | Alább a cselekmény részletei következnek! |

Egy amatőrcsillagász robbanást lát az űrben, és értesíti erről a  NASA embereit, akik megdöbbentő felfedezéssel találják szembe magukat: a Föld felé 40 000 km/h sebességgel egy Texas méretű Földsúroló kisbolygó halad, melynek néhány gyorsabban haladó levált darabja már megsemmisítette az Atlantis űrsiklót, és néhány nagyvárost is romba döntött. Kiderül, hogy a becsapódás - mely 18 nap múlva bekövetkezik - elkerülhetetlen, sőt olyan kataklizmát idézne elő, hogy a baktériumok is elpusztulnának a Földön, azaz az élet végképp eltűnne. A NASA egyik szakértője, Dan Truman (Billy Bob Thornton) azzal az ötlettel áll elő, hogy a meteort az űrben kell elpusztítani, méghozzá lyukat kell fúrni bele és belülről atombombával kell felrobbantani.
Erre a feladatra az olajfúró vállalattal rendelkező Harry Stampert (Bruce Willis) kérik fel, akit lányával, Grace-szel (Liv Tyler) együtt a NASA főhadiszállására visznek, és beavatják őket a részletekbe. Kiderül, hogy a NASA által épített, és használni kívánt fúrógépet valójában Harry tervezte, de a NASA önállóan nem boldogult az összeszerelésével, így az nem működött. Harry elvállalja a megbízást, és összeszedi legjobb embereit, akikkel - miután beleegyeztek - megjavítják a fúrógépet, majd Harry kijelöli azokat az embereket, akikkel az akciót végre fogja hajtani: a szerencsejátékos Chicket (Will Patton), a hatalmas termetű Medvét (Michael Clarke Duncan), a dilis Rockhoundot (Steve Buscemi), a kövér Maxet (Ken Hudson Campbell), a beképzelt Oscart (Owen Wilson), a verekedős Nooant (Clark Heathcliffe Brolly) és Harry leendő vejét - melynek egyáltalán nem örül -, A.J.-t (Ben Affleck).
A nyolcfős csapat megismerkedik a két bombaszakértővel; Gruberrel (Grayson McCouch) és Halsey-vel (Greg Collins), illetve a négy pilótával; Sharp ezredessel (William Fichtner), Watts társpilótával (Jessica Steen), Davis-szel (Marshall R. Teague) és Tucker társpilótával (Anthony Guidera), akik ezután határidőn belül kiképzik az olajfúrókat, akik közül sokakat megvisel a repülés és az orvosi vizsgálat.
A csapat kihasználva a jelenlegi előnyös helyzetüket, néhány kérvényt nyújt be Trumanéknek (pl.: ne fizessenek adót, nézzék el a törvénybeli kihágásaikat, egyikük pedig be akar költözni egy időre a Fehér Házba), melyek közül ugyan mindet nem lehet teljesíteni, de Harry kiharcolja nekik, hogy utolsó napjukat a Földön ne a NASA-nál kelljen tölteniük. Rockhound, Max, Oscar és Nooan egy prostikkal teli bárba veszi az irányt, Chick meglátogatja volt feleségét és kisfiát és bocsánatot kér tőlük, A.J. pedig romantikus környezetben megkéri Grace kezét, melybe később Harry is belenyugszik.
Kínában egy nagyobb meteorit csapódik be, ami 50.000 halálos áldozatot követel. A média által kiszivárog az igazság, így a világ tudomást szerez az Armageddonról. Eljön az akció ideje, miután az asztronauták elbúcsúztak szeretteiktől, a két űrsikló, a Freedom és az Independence az égbe emelkedik és elhagyja a Föld légterét, majd az orosz űrállomás felé veszi az irányt, hogy pótolják az üzemanyagot. A tankolás megtörténik, de hiba csúszik a számításba (kiszivárog az üzemanyag, és berobban), így az űrállomás megsemmisül, az addig itt tartózkodó Lev Andropov (Peter Stormare) pedig kénytelen az Independence fedélzeten velük utazni.
A két csapat felkészül, hogy landoljanak a meteoron, ám váratlanul törmelékek ezrei tűnnek fel, és súlyos sérülést ejtenek az Independence-en, melyből néhány pillanat múlva kirepül David és Tucker pilóta, a sikló pedig lezuhan. A hír lesújtja a Freedom legénységét és a NASA szakembereit egyaránt, ennek ellenére a roncsban feltűnik néhány túlélő: A.J., Medve és Andropov. A három férfi a maradványok között rátalál Oscar, Nooan és Halsey holttestére, ők maguk pedig az épségben maradt fúrótankkal indulnak tovább.
Ez idő alatt a Freedom is landol, ami nem sikerül az előre megadott helyen, így kisebb-nagyobb akadályokba ütköznek fúrás közben. Mivel az eseményeket a NASA-nál követő Kimsey tábornok (Keith David) nem hisz benne, hogy sikerül a fúrás, az elnök beleegyezésével a Földről aktiválja a robbanótöltetet, ám Harry és Chick meggyőzik Sharpot, hogy állítsa le a visszaszámlálást, így az atombomba detonációja nem következik be.
A fúrás során Rockhound egy géppuskával eszeveszetten lövöldözni kezd, így társai megkötözik, Max pedig egy gázkitörés során a fúrótankkal együtt felrobban, ezzel pedig mindenkiből elszáll a hit, hogy az akció sikeresen végződhet. Csakhogy váratlanul A.J.-jék jelennek meg a másik tankkal, melynek nyomkövetőjével a Freedomra találtak.
Újabb fúrás kezdődik, így sikerül megfelelő mélységben elhelyezni az atombombát, ám egy vihar során Gruber meghal, a töltet is megsérül, így nem lehet élesíteni a Földről. Mivel a határidő a lejártához közeledik, a pilótákon kívüli csapattagok sorsot húznak, így a feladat A.J.-re hárul, hogy itt maradjon, és saját kezűleg indítsa be a bombát, ami megsemmisíti meg a meteort.
Azonban Harry egy óvatlan pillanatban elveszi tőle a távirányítót, és a hajóba zárja a fiút, ami néhány pillanat múlva felszáll, hogy visszatérjen a Földre. Stamper a maradék időben elbúcsúzik lányától, aki a NASA-nál követi végig könnyes szemmel az eseményeket, majd Stamper élesíti a detonátort, és a határidő lejárta előtt önmagával együtt megsemmisíti az aszteroidát.
A hét főre fogyatkozott űrhajósok csapata sikeresen landol a Kennedy Űrközpont leszállópályáján, mindenki hősként ünnepli őket, akárcsak Harryt és a többi odaveszett társukat. A Föld megmentése után a hősök tovább folytatják életüket: A.J. és Grace összeházasodik, Chick visszaköltözik feleségéhez és kisfiához, Rockhound pedig új barátnőt szerez egy prostituált személyében.
|  | Itt a vége a cselekmény részletezésének! |

## Szereplők
| Szereplő                    | Színész                  | Magyar hang         |
| --------------------------- | ------------------------ | ------------------- |
| Harry Stamper               | Bruce Willis             | Szakácsi Sándor     |
| Dan Truman                  | Billy Bob Thornton       | Végvári Tamás       |
| A.J. Frost                  | Ben Affleck              | Kaszás Gergő        |
| Grace Stamper, Harry lánya  | Liv Tyler                | Huszárik Kata       |
| Charles 'Chick' Chapple     | Will Patton              | Epres Attila        |
| Rockhound                   | Steve Buscemi            | Kaszás Attila       |
| Jayotis 'Medve' Kurleenbear | Michael Clarke Duncan    | Ujlaki Dénes        |
| Oscar Choi                  | Owen Wilson              | Anger Zsolt         |
| Freddy Noonan               | Clark Heathcliffe Brolly | Barabás Kiss Zoltán |
| Lev Andropov, orosz űrhajós | Peter Stormare           | Csuja Imre          |
| William Sharp ezredes       | William Fichtner         | Jakab Csaba         |
| Jennifer Watts társpilóta   | Jessica Steen            | Szabó Gabi          |
| Tucker pilóta               | Anthony Guidera          | Sztarenki Pál       |
| Davis pilóta                | Marshall R. Teague       | Haás Vander Péter   |
| Gruber bombaszakértő        | Grayson McCough          | Bognár Tamás        |
| Halsey bombaszakértő        | Greg Collins             |                     |
| Kimsey tábornok             | Keith David              | Kránitz Lajos       |
| Dr. Ronald Quincy           | Jason Isaacs             | Juhász György       |
| Pszichológus                | Udo Kier                 | Csuha Lajos         |
| Narrátor                    | Charlton Heston          | Kristóf Tibor       |

## Díjak és jelentősebb jelölések
- Oscar-díj
  - jelölés: legjobb hang
  - jelölés: legjobb hangvágás
  - jelölés: legjobb vizuális effektek
  - jelölés: legjobb betétdal (I Don't Want to Miss a Thing)
- Grammy-díj
  - jelölés: legjobb dal – mozifilm vagy televízió (I Don't Want to Miss a Thing)
- Arany Málna díj
  - díj: legrosszabb színész (Bruce Willis)
  - jelölés: legrosszabb film
  - jelölés: legrosszabb rendező (Michael Bay)
  - jelölés: legrosszabb forgatókönyv (Jonathan Hensleigh és J. J. Abrams)
  - jelölés: legrosszabb női mellékszereplő (Liv Tyler)
  - jelölés: legrosszabb filmes páros (Liv Tyler és Ben Affleck)
  - jelölés: legrosszabb betétdal (I Don't Want to Miss a Thing)